# Bagale Thapa

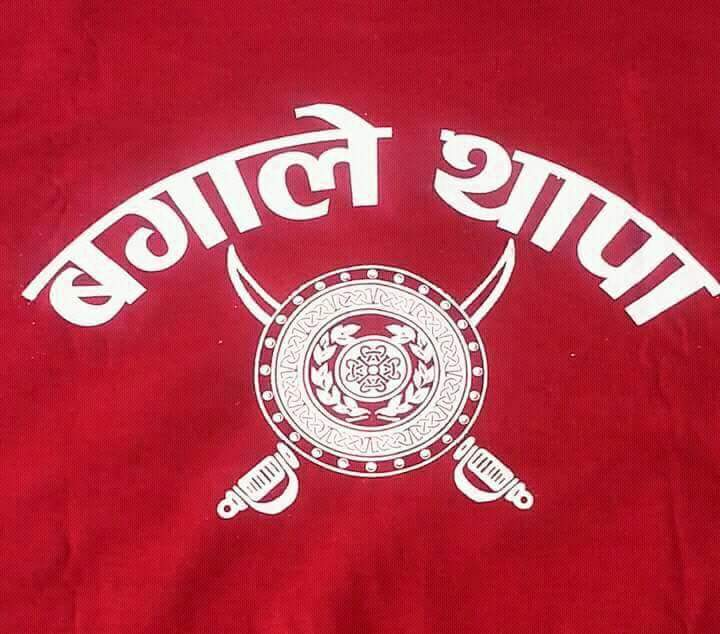
Coat of arms of Bagale Thapa clan

Nishankalika Flag of Bagale Thapa clan

Bagale Thapa o Bagalya Thapa (en nepalí: बगाले थापा/बगाल्या थापा) es un clan o subgrupo prominente dentro de Thapa de la comunidad de Khas. Pertenecen a Aatreya Gotra en el sistema Gotra del hinduismo. Khas Thapas pertenecen a la casta Chhetri del Kshatriya Varna cuyo origen se encuentra en la región Karnali del reino de Khas. Eran una familia poderosa y prominente en Jumla (Distrito de Jumla) del Reino de Karnali Khas. En los tiempos de la regla Malla en el valle de Katmandú, Bagale Thapas se consideraba hábil tanto en la guerra como en la administración. Así, el Rey Jagajjaya Malla asistió a los servicios de Kashiram Thapa, un líder de Bagale Thapas para controlar a los inobedientes Khas y Magar.
Bada Kaji Amar Singh Thapa, uno de los Héroes nacionales de Nepal y comandante del frente occidental en guerra anglo-nepalí pertenecía a este clan. La familia de Bada Kaji consiste en Kaji Ranajor Singh Thapa, Ranadhoj Thapa, Narsingh Thapa y sus 2 hermanos más que también estaban en el Tribunal Real de Nepal.

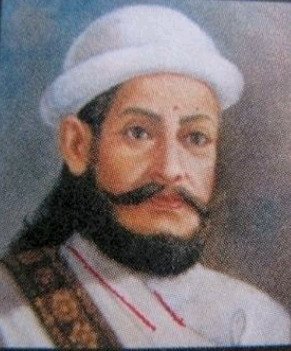
Badakaji Amar Singh Thapa, nobleman from Bagale Thapa clan

La familia de Kaji Bir Bhadra Thapa, comandante de la Unificación de Nepal pertenecía a este clan. Esta familia contiene gran número de cortesanos y guerreros de renombre. Tenía tres hijos: Jeevan Thapa (murió en Batalla de Kirtipur), Bangsha Raj Thapa y Amar Singh Thapa (Sanu). Los hijos de Amar Singh Thapa (Sanu) se vuelven influyentes. El primer ministro Bhimsen Thapa, el más venerado entre Thapas es el hijo mayor de Sardar Amar Singh Thapa (sanu). Su sobrino, hijo de Nain Singh Thapa, Mathabarsingh Thapa era la Lista de Primeros Ministros de Nepal, el séptimo primer ministro de Nepal y sobrina, la hija de Nain era la reina Tripurasundari de Nepal.

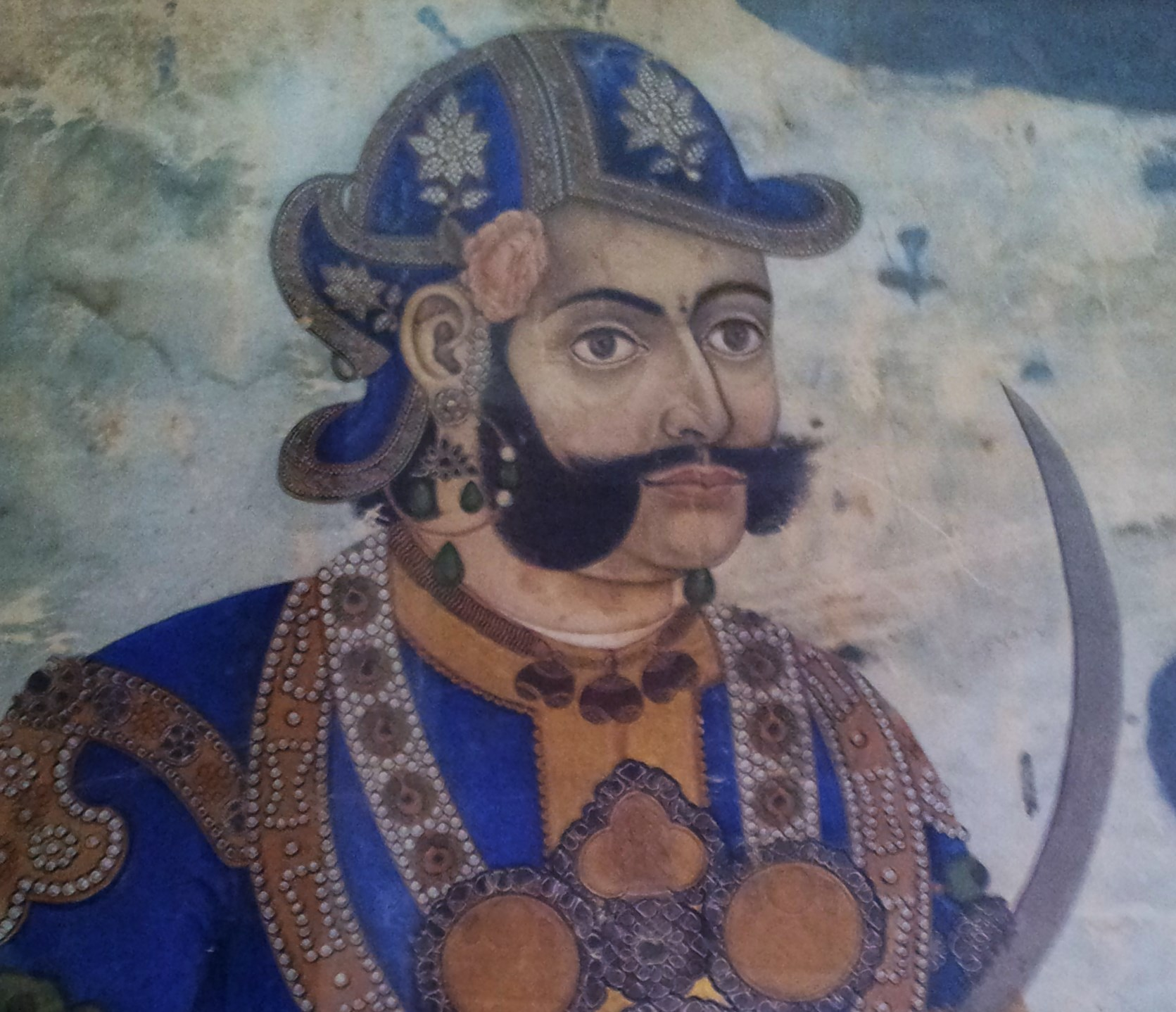
Mathabarsingh Thapa, a nobleman from Bagale Thapa clan

El jefe de ejército de Nepal recientemente Dharmapaal Barsingh Thapa pertenecía a este clan.

## Notable Bagale Thapa
- Amar Singh Thapa, Nepalese BadaKaaji, Supreme Commander of Western front in Anglo-Nepalese War, one of the National heroes of Nepal
- Bhimsen Thapa, Nepalese Mukhtiyar (Prime Minister of Nepal), One of the National heroes of Nepal.
- Bir Bhadra Thapa, Commander at Unification of Nepal
- Kashiram Thapa, Commander-in-Chief of Kantipur[10]
- Amar Singh Thapa (Sardar), Sino-Nepalese War veteran and father of PM Bhimsen Thapa
- Queen Tripurasundari of Nepal, born as Lalita Sundari Thapa to Nain Singh Thapa
- Mathabarsingh Thapa, Seventh Prime Minister of Nepal
- Ranadhoj Thapa, Deputy Prime Minister of Nepal to PM Bhimsen Thapa
- Nain Singh Thapa, Nepalese General, warrior at Anglo-Nepalese War
- Ranajor Singh Thapa, Commander of Nahan Axis at Anglo-Nepalese War
- Ranabir Singh Thapa, Commander of Makwanpur Axis at Anglo-Nepalese War
- Bhaktabar Singh Thapa, Warrior at Anglo-Nepalese War
- Ujir Singh Thapa, Commander of Butwal Axis at Anglo-Nepalese War
- Dharmapaal Barsingh Thapa, Ex Nepal Army Chief

## Galería

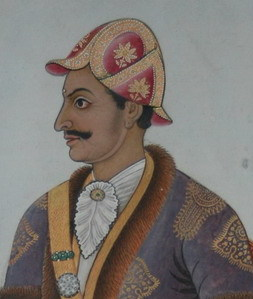
Bhimsen Thapa, Mukhtiyar of Nepal
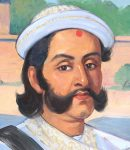
Portrait of Mathabarsingh Thapa in National Museum of Nepal, Chauni
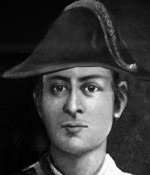
Portrait of Ujir Singh Thapa
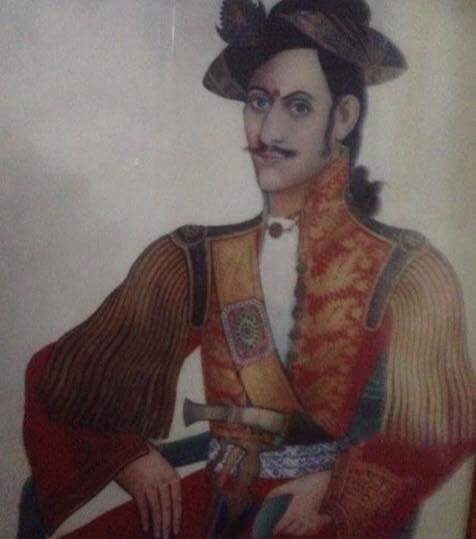
Portrait of Ranabir Singh Thapa
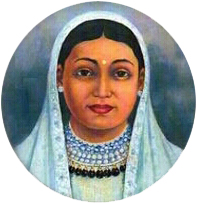
Portrait of Queen Tripurasundari of Nepal
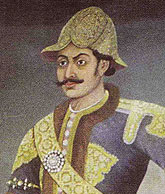
Bhimsen Thapa, Mukhtiyar of Nepal
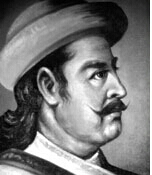
Nain Singh Thapa
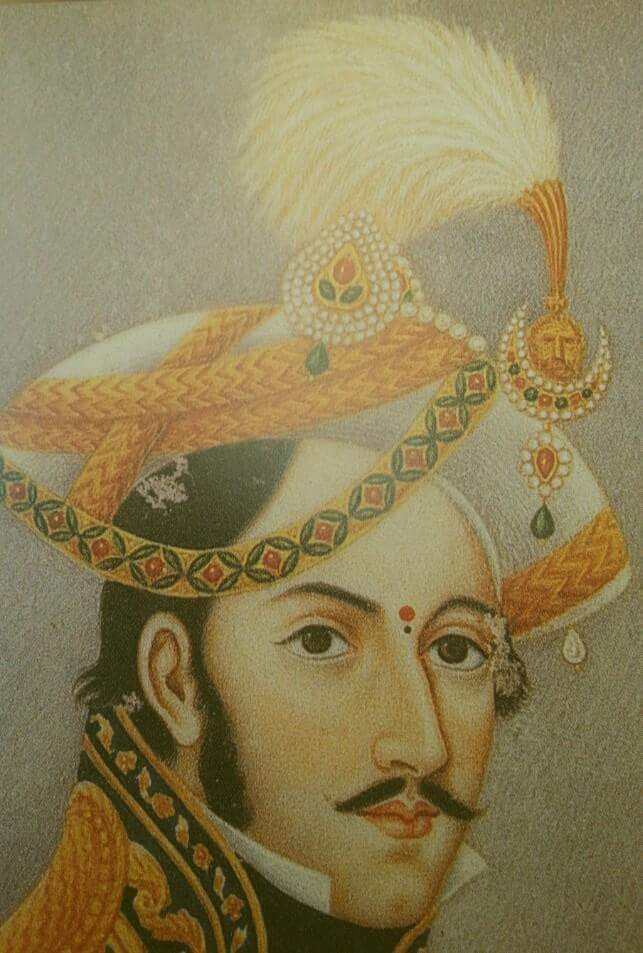
PM Mathabar Singh Thapa in crown